# SEAT 132

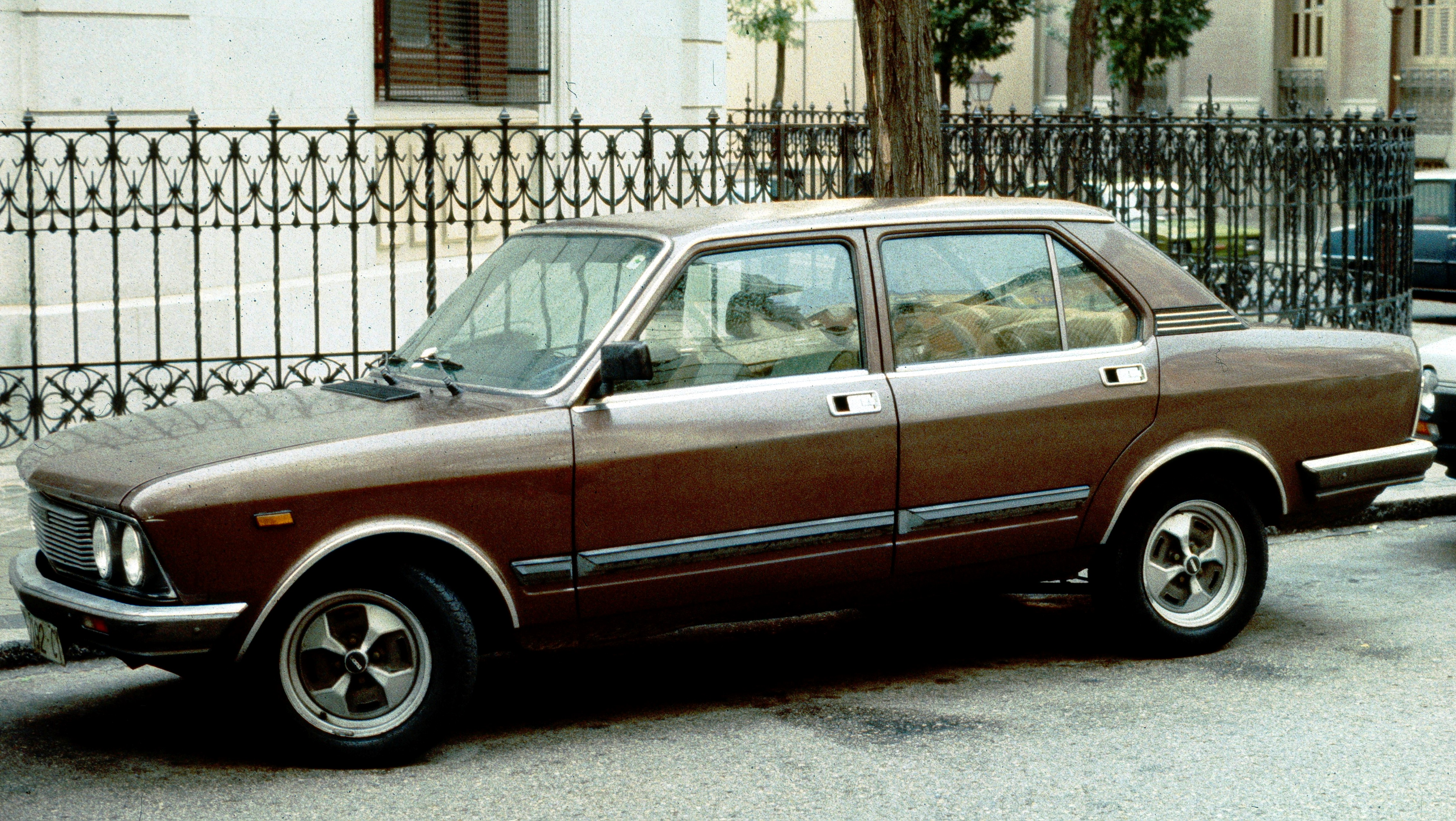
SEAT 132, vista lateral

O SEAT 132 é um sedã de quatro portas e tração traseira de segmento D produzido pela SEAT de 1973 a 1982, como uma versão rebatizada do Fiat 132. Foi apresentado pela primeira vez no Salão do Automóvel de Barcelona e foi produzido na Zona Franca de Barcelona, na Catalunha, Espanha.
O novo carro da SEAT substituiu o SEAT 1500 e compartilhava a carroceria com o Fiat 132, mas quando foi lançado em maio de 1973, apresentava suas próprias opções de motor:
- O SEAT 132 1600 tinha um motor de quatro cilindros de 1592 cc de 99 cv.
- O SEAT 132 1800 tinha um motor de quatro cilindros de 1756 cc de 108 cv.
- O SEAT 132 Diesel apresentava um motor Mercedes Benz de dois litros e 56 cv, correspondente ao oferecido no Mercedes Benz 200D. Isso seguiu o padrão estabelecido com o SEAT 1500, que também estava disponível com um motor diesel da Mercedes Benz.

Em 1976, uma opção de transmissão automática foi oferecida, o que pode ter sido uma resposta ao sucesso na Espanha do Chrysler 180 montado localmente e similarmente aprimorado. A partir de 1979, o SEAT 132 2000 tornou-se disponível, com um motor de quatro cilindros de 1920 cc de 111 cv: no devido tempo, uma versão maior de 2,2 litros e quatro cilindros a diesel da Mercedes também foi oferecida.
No início da década de 1980, discussões extensas sobre financiamento e controle ocorreram entre o principal acionista, o Governo da Espanha, e a Fiat: a SEAT precisava de um grande investimento de capital, que a Fiat não estava preparada para injetar. O resultado, em 1982, foi o fim, após quase trinta anos, do relacionamento com a Fiat.
Já em 1981, a Fiat tendo agora mudado para seu novo modelo, o Argenta, a produção do SEAT 132 cessou, após aproximadamente 100.000 exemplares terem sido produzidos. Nenhuma substituição direta nesta classe foi, até 2009, oferecida pela empresa. O SEAT Exeo pode ser visto como a substituição tardia, no entanto.